# Zaniskariponny
Zaniskariponnyn är en hästras från Indien som hotas av utrotning. Ponnyerna finns enbart i Leh och Ladakh i Kashmir och Jammu i norra Indien. Jordbruksdepartementet i Indien har därför startat ett program för att försöka rädda rasen. Zaniskariponnyn är mest känd som en stabil bergsponny som oftast är svart eller skimmel men ibland föds fuxar som har en riktigt stark rödaktig kopparton i pälsen.

## Historia
Zaniskariponnyns ursprung är relativt okänt men man tror att den härstammar från den mongoliska vildhästen Przewalski som korsats med inhemska ponnyraser och även tibetanska ponnyer. Ponnyn avlades främst lokalt i Kashmir och Jammu i norra Indien. 
Under de senaste åren har dock antalet ponnyer minskat drastiskt, mycket på grund av lokala bönder som utavlat ponnyerna med andra hästar, oftast med totalt okänd härstamning. Sedan slutet av 1900-talet har dock det indisk jordbruksdepartementets djuravdelning startat ett program för att rädda rasen på stuteriet i Leh där den har avlats i flera hundra år. På grund av detta avelsprogram har även ponnyerna ökat i kvalitet. Idag finns fortfarande bara några få hundra exemplar av rasen, men det nya avelsprogrammet har även gett ponnyerna bättre exteriör.

## Egenskaper
Zaniskariponnyn är en liten stark och tålig bergsponny som är stabil och säker på foten. Rasen är ganska primitiv med en lätt utåtbuktande eller rak nosprofil och ett stort huvud med stora ögon. Ponnyerna har en kompakt kropp men på grund av selektiv avel har dess exteriör förbättrats avsevärt. Hovarna är hårda och tåliga. Ponnyerna är oftast gråskimmel eller svarta men har även en rödaktig fuxfärg som har en starkt utpräglad kopparton och pälsen är relativt lång men mjuk och glänsande. Man och svans blir ofta mycket långa med silkeslent tagel. Ponnyerna varierar i mankhöjd mellan 120 och 140 cm. 
Zaniskariponnyer är väl anpassade för att arbeta i bergsterräng och används främst som dragdjur, packdjur eller till lätt jordbruk i bergsområdena i norra Indien men används även inom ridning. De är starka och klarar lätt av att bära tunga lass även på höga höjder. 